# Tony Jay
Tony Jay (ur. 2 lutego 1933 w Londynie, zm. 13 sierpnia 2006 w Los Angeles) – brytyjski aktor filmowy i głosowy, a także wokalista. Zyskał sławę między innymi za udzielenie głosu Elder Godowi w cyklu gier Legacy of Kain. Podkładał też głos pod Istotę Wiekuistą w Planescape: Torment i porucznika w Falloucie. Użyczył też głosu Baronowi Mordo w trzech odcinkach serialu animowanego Spider-Man, a także Shere Khanowi w filmie animowanym Księga dżungli 2. Zmarł w 2006 roku na nowotwór płuc w Los Angeles w wieku 73 lat.